# Vita Zaveroukha
 (octobre 2023).
La mise en forme du texte ne suit pas les recommandations de Wikipédia : il faut le « wikifier ».
Les points d'amélioration suivants sont les cas les plus fréquents. Le détail des points à revoir est peut-être précisé sur la page de discussion.
- Les titres sont pré-formatés par le logiciel. Ils ne sont ni en capitales, ni en gras.
- Le texte ne doit pas être écrit en capitales (les noms de famille non plus), ni en gras, ni en italique, ni en « petit »…
- Le gras n'est utilisé que pour surligner le titre de l'article dans l'introduction, une seule fois.
- L'italique est rarement utilisé : mots en langue étrangère, titres d'œuvres, noms de bateaux, etc.
- Les citations ne sont pas en italique mais en corps de texte normal. Elles sont entourées par des guillemets français : « et ».
- Les listes à puces sont à éviter, des paragraphes rédigés étant largement préférés. Les tableaux sont à réserver à la présentation de données structurées (résultats, etc.).
- Les appels de note de bas de page (petits chiffres en exposant, introduits par l'outil «  Source ») sont à placer entre la fin de phrase et le point final[comme ça].
- Les liens internes (vers d'autres articles de Wikipédia) sont à choisir avec parcimonie. Créez des liens vers des articles approfondissant le sujet. Les termes génériques sans rapport avec le sujet sont à éviter, ainsi que les répétitions de liens vers un même terme.
- Les liens externes sont à placer uniquement dans une section « Liens externes », à la fin de l'article. Ces liens sont à choisir avec parcimonie suivant les règles définies. Si un lien sert de source à l'article, son insertion dans le texte est à faire par les notes de bas de page.
- La présentation des références doit suivre les conventions bibliographiques. Il est recommandé d'utiliser les modèles {{Ouvrage}}, {{Chapitre}}, {{Article}}, {{Lien web}} et/ou {{Bibliographie}}. Le mode d'édition visuel peut mettre en forme automatiquement les références.
- Insérer une infobox (cadre d'informations à droite) n'est pas obligatoire pour parachever la mise en page.

Pour une aide détaillée, merci de consulter Aide:Wikification.
Si vous pensez que ces points ont été résolus, vous pouvez retirer ce bandeau et améliorer la mise en forme d'un autre article.
 (octobre 2023).
Victoria Ihorivna Zaveroukha (en ukrainien : Вікторія Ігорівна Заверуха), plus connue sous le nom de Vita Zaveroukha, née le 9 juin 1996 à Vinnytsia, est une militante néo-nazie ukrainienne, ancienne membre du bataillon Aidar, ayant participé à la guerre du Donbass aux côtés des Forces armées de l'Ukraine.
Après avoir fait l'objet d'un article dans le magazine Elle en 2014, sur les combattantes ukrainiennes participant à la guerre dans le Donbass, elle se fait connaître en publiant des contenus néo-nazis sur les réseaux sociaux. En 2015, elle est arrêtée pour participation à un projet criminel, une attaque contre une station-service à Kiev, ayant entraîné la mort de deux agents des forces de l'ordre.

## Biographie

### Jeunesse et études
Elle naît à Vinnytsia le 9 juin 1996, d'Igor Yaroslavovitch, originaire de Lviv et d'Olga Mikhaïlovna, originaire du village de Medvejye Outchka, dans la région de Vinnytsia. La famille vit à Medvejye Outchka, où Victoria obtient son diplôme de 7e année. En raison de relations difficiles avec ses camarades de classe, elle est transférée dans une école de Vinnytsia. Après avoir terminé la 9e année, Victoria Zaveroukha entre à l'école de l'industrie des services de Vinnytsia, où elle suit des études et se spécialise comme opératrice de dactylographie.

### Premiers engagements et activités néo-nazies
Dès le début d’Euromaïdan, elle se joint aux manifestations et participe à l'assaut contre l'administration régionale de l'État de Vinnytsia. À l'âge de dix-sept ans, elle rejoint le bataillon nationaliste Aidar, qui est par la suite accusé par l'OSCE et Amnesty International de violer le droit de la guerre et de commettre des crimes de guerre,.
Alors qu'elle suit un traitement à Vinnytsia après avoir reçu un éclat d'obus, le 5 août 2014, en tant que membre d'un groupe de d'activistes, elle s'introduit par effraction dans le salon Internet Skala, où elle arrache et brûle les drapeaux de l'Empire russe et de la Victoire,.
Elle se fait connaître après la publication le 14 novembre 2014, dans le magazine français Elle, d'un reportage sur les femmes dans la guerre du Donbass, dans lequel Victoria Zaveroukha est  surnommée la « Jeanne d'Arc ukrainienne ». Dans une interview accordée au magazine, Victoria se présente comme Sveta, « une secrétaire et volontaire de l'unité d'autodéfense », sans afficher ses opinions d'extrême droite. La publication dans le magazine provoque un scandale dans les médias et sur Internet après les réponses de la pianiste américaine Valentina Lisitsa, originaire de Kiev. Lisitsa, dans ses messages sur Internet, attire l'attention sur le fait que Victoria Zaveroukha, dans ses publications sur les réseaux sociaux, manifeste une sympathie pour le nationalisme radical et soutient l'extermination des citoyens russophones d'Ukraine : sur l'une des photographies publiées sur Internet, Zaveroukha effectue un salut nazi, sur une autre elle est représentée en uniforme militaire tenant un lance-grenades sur lequel est écrit « Mort aux orthodoxes », sur la troisième elle pose avec un drapeau rouge et noir devant la centrale thermique de Louhansk et sur une quatrième, elle pose avec une arme sur fond de drapeau à croix gammée,. Les médias français attirent l'attention sur les publications par Zaveroukha d'images d'Adolf Hitler et de slogans antisémites tels que « L'Ukraine sans Juifs ». Après l'intervention de Valentina Lisitsa, la rédaction du magazine Elle présente ses excuses pour avoir publié un reportage sur elle,.
En décembre 2014, avec un groupe d'inconnus se présentant comme des combattants du bataillon Aïdar, Zaveroukha fait irruption dans le bureau d'une entreprise produisant des interphones et accuse l'organisation de « travailler pour la Russie » et de « financer les séparatistes du Donbass ». Une altercation verbale entre Zaveroukha et l'employé dégénère en bagarre, mais le groupe quitte finalement le bureau de l'entreprise,.
	En 2015, un une vidéo publiée sur Internet provoque un tollé. Elle montre une jeune fille, ressemblant à Victoria Zaveroukha, en train de tirer sur le village de Shirokino, dans l'oblast de Donetsk, avec un RPG-7. Le droit international humanitaire interdit les bombardements non ciblés et les destructions inutiles. De tels actes, sous certaines conditions, sont considérés comme des crimes de guerre.

### Participation à un attentat
Dans la nuit du 3 au 4 mai 2015, une station-service est attaquée dans le raïon de Desna, près de Kiev. L'employé est blessé au bras et des assaillants masqués volent environ 800 hryvnias dans la caisse. Cette même nuit, lors d'une tentative d'arrestation de membres présumés d'un groupe criminel, deux policiers sont tués et trois sont blessés à la suite d'une fusillade.
	Courant mai, cinq suspects sont identifiés : Evgueniy Kotchelyouk, Andrey Romanyouk, Nikolaï Mnitchenko et Victoria Zaveroukha. Le cinquième membre du groupe, Vadim Pinus, est tué lors d'une fusillade. L'âge des suspects au moment de leur arrestation varie entre 17 et 23 ans, tous servent dans des bataillons de volontaires ukrainiens.
	La vidéo distribuée par le service de presse du ministère de l'Intérieur de l'Ukraine montre les aveux de l'un des détenus. Selon celui-ci, le 1er mai, lui et ses complices sont arrivés à Kiev depuis Vinnytsia dans le but de commettre un acte terroriste : « pour saper la confiance de la population dans les autorités ». Les assaillants ont avec eux deux mitrailleuses, un RPG-18 et plusieurs grenades. Les membres du groupe criminel annulent finalement l'attentat de ce jour-là car il n’y a pas de moment approprié pour la réaliser. Ils décident alors d'attaquer le poste de police de la circulation pour s'emparer des armes des policiers. Le 3 mai, le groupe décide finalement de braquer une station-service. Après l'attaque, les complices tentent de s'enfuir ; une brigade de police arrivée sur place les prend en chasse et, après une fusillade, les arrête dans une cour.
Selon le média en ligne Rive Gauche, Victoria est arrêtée le 6 mai, avec la possibilité d'être libérée sous caution de 3,5 millions de hryvnia. Selon le bureau du procureur ukrainien, la jeune fille a des liens étroits avec trois suspects dans le meurtre des forces de l'ordre et a participé avec eux à l'organisation de l'attaque du poste de circulation à Bykivnia le 2 mai 2015. Les actions de l'accusée tombent sous le coup de l'article 27 alinéa 348 du code pénal de l'Ukraine, qui sanctionne les atteintes à la vie des membres des forces de l'ordre[réf. nécessaire].
Le 8 mai, il est révélé que l'avocat Viktor Smaliya n'est pas autorisé à voir Zaveroukha. Les députés Anton Gerachtchenko et Igor Mosytchouk déclarent avoir « pris cette affaire sous leur contrôle ». Le même jour, Zaveroukha déclare être victime de violence, que les preuves sont falsifiées et qu'elle est forcée de signer des documents avec lesquels elle n'est pas en accord. Quelques jours plus tard, Zaveroukha annonce une grève de la faim, exigeant d'arrêter la falsification de cette affaire et d'avoir la permission de voir son avocat.
Le 26 juin, plusieurs médias ukrainiens, citant la personnalité publique Irma Krat et l'avocat Viktor Smalia, rapportent que Victoria Zaveroukha a tenté de s'automutiler en signe de protestation,. Le lendemain, après le verdict de prolongation de la détention, elle perd connaissance dans la salle d'audience et est hospitalisée.
Le 19 août, le bureau du procureur général d'Ukraine envoie au tribunal du raïon de Dnipro de Kiev un acte d'accusation pour des poursuites pénales contre Victoria Zaveroukha et d'autres suspects dans l'affaire de tirs sur des policiers.
À partir du 22 septembre 2015, à la demande des proches du mari de Zaveroukha, Tatiana Montyan se porte défenseure dans l'affaire. Le 19 janvier 2016, la cour d’appel de Kiev prolonge la période de détention de Zaveroukha. Le même jour, l'avocate Tatiana Montyan déclare que, concernant son client, le tribunal n'a aucune preuve factuelle de son implication dans un crime et que le jour de l'incident, Zaveroukha elle-même se trouvait dans le village de Medvejye Outchko, à 400 kilomètres de Kiev.
Lors d'une audience au tribunal le 11 mai 2016, Victoria Zaveroukha perd connaissance après s'être coupé les poignets avec une lame,.
Le 2 août, les conditions de détention de Zaveroukha dans le centre de détention provisoire sont inspectées par la députée de la Rada Nadia Savtchenko. La suspecte est évacuée de sa cellule peu avant l'inspection.
La prolongation des conditions de détention par le tribunal s'accompagne de manifestations de la part de militants soutenant Zaveroukha et d'autres suspects. La presse ukrainienne couvre largement les affrontements entre les partisans de Zaveroukha et les forces spéciales de la police près du palais de justice lors de l'examen de l'affaire,. Le 23 novembre 2016, lors de l'examen par le tribunal de la détention provisoire de l'accusé Zaveroukha, le député membre du Front populaire, Yuriy Timochenko, se menotte à Victoria et déclare qu'il ne quittera pas la salle d'audience sans l'accusée, ajoutant qu'il considérera toute tentative de leur enlever les menottes comme une atteinte à son immunité parlementaire. Le même jour, Zaveroukha et deux autres suspects voient leur détention prolongée de 2 mois. Peu de temps après l'audience, Zaveroukha est hospitalisée sous la surveillance des députés, qui promettent de négocier avec le procureur général Iouri Loutsenko concernant la révision de l'affaire Zaveroukha.
Le 24 janvier 2017, Zaveroukha est libérée du centre de détention provisoire de Loukyanovka contre une caution de 1,6 million de hryvnia, qui est versée par l'homme d'affaires Oleksiy Tamrazov (uk), qui avait précédemment déposé une caution de 5 millions de hryvnias pour le meurtrier présumé de l'écrivain Oles Bouzina.

### Après sa libération
En janvier 2017, Zaveroukha et son mari de l’époque sont attaqués par des membres du groupe néo-nazi C14,.
Après sa libération, Zaveroukha aurait été impliquée dans le mouvement anti-LGBTQ en Ukraine. En particulier, il Zaveroukha et son mari auraient participé à une attaque contre des personnes transgenres à Kiev le 9 juillet 2017,.
Un rapport sur les droits humains du Département d'État américain de 2020 affirme que Zaveroukha et d'autres militants du groupe Unknown Patriot font partie des personnes soupçonnées d'avoir attaqué des participantes à un rassemblement pour les droits des femmes.
Le 8 juillet 2021, elle participe à des contre-manifestations contre des militants écologistes prônant la préservation du lac Vyrlitsa. Un groupe de personnes dirigé par Zaveroukha encercle les manifestants et déchire leurs affiches[réf. nécessaire].

## Vie privée
Son premier mari est Ihor (Oles) Tchernyak (Nevidomenko),, accusé du bombardement d'un poste de police de la circulation à Bykivnia. Son deuxième mari est Yevhen Strokan, chef de l'organisation nationaliste Unknown Patriot. Son troisième mari est Oleksiy Serediouk, assistant du chef du parti Fraternité Dmitri Kortchinsky,.